# Sufi Abu Taleb
Ṣūfī Abū Ṭāleb (in arabo ﺻﻮﻓﻲ أبو ﻃﺎﻟﺐ‎?; Tameyya, 27 gennaio 1925 – Kuala Lumpur, 21 febbraio 2008) è stato un politico e giurista egiziano, che svolse le funzioni di Presidente ad interim dell'Egitto nei giorni compresi tra l'assassinio di Anwar al-Sadat e l'insediamento di Hosni Mubarak (6-14 ottobre 1981).

## Biografia
Nacque a Tameyya (governatorato di Fayyum). Si laureò in giurisprudenza nell'Università del Cairo nel 1946, specializzandosi poi in diritto pubblico.

Proseguì i suoi studi a Parigi La Sorbona, conseguendo un diploma in storia del diritto e in diritto romano nel 1949, nonché in diritto privato l'anno seguente. Nel 1957 ottenne un Ph.D. e la sua tesi ottenne un premio per la sua qualità. Nel 1959 ricevette un diploma di diritti del Mediterraneo dall'Università di Roma "La Sapienza" (diventata poi Sapienza Università di Roma.
Parlava oltre all'arabo, anche l'inglese, il francese e l'italiano.
Fu rettore dell'Università del Cairo e membro dell'Accademia delle Scienze Islamiche, fondando poi l'Università del Fayyum.

Musulmano sufi, nel corso della storia repubblicana fu presidente dell'Assemblea del popolo (il Parlamento egiziano) dal 1978 al 1983.
Esercitò le funzioni di presidente della Repubblica egiziana ad interim dal 6 al 14 ottobre 1981, dopo l'assassinio del presidente Anwār al-Sādāt. Lasciò la funzione al momento dell'elezione di Ḥosnī Mubārak, fino ad allora vicepresidente della Repubblica.
Morì di crisi cardiaca a Kuala Lumpur (Malaysia), dove si era recato per una riunione dei diplomati dell'Moschea-Università di al-Azhar, nella cui facoltà di diritto islamico si era impegnato positivamente per rafforzare lo studio della giurisprudenza.
Analoghi positivi sforzi furono da lui esercitati, con altri colleghi, per istituire l'embrione di quelle che sarebbero poi diventate le facoltà di diritto islamico nelle università del Kuwait e dello Yemen.